# Медет Гендергеною Онлу
Медет Онлу Гендергену (тур. Medet Önlü Gendergenoy ; 1965, Чардакх, Туреччина — 22 травня 2013, Анкара, Туреччина) — турецький політик, дипломат і бізнесмен чеченського походження. Лідер Чеченської діаспори в Туреччині ; Почесний консул Чеченської Республіки Ічкерія в Турецькій Республіці з 3 жовтня 2005 по 22 травня 2013 року. Один з керівників турецької організації «Сіри вовки», що добровольцями брали участь в чеченській війні проти росіян.

## Біографія
У молодості він налагодив тісні зв'язки із представниками чеченської діаспори Близького Сходу . Внаслідок цього у нього зріс інтерес до свого чеченського походження.
Після проголошення незалежності Чеченської Республіки Ічкерія в 1991 році, Медет Онлу став активним прихильником цього руху.
У 1991—2006 роках представляв інтереси в Туреччині Джохара Дудаєва, Зелімхана Яндарбієва, Аслана Масхадова та Абдул-Халіма Садулаєва.
Народився в 1965 році в селі Чардакх Кахраманмарашської провінції Турецької Республіки, конктретна дата народження невідома. Його предки — чеченські мухаджири, що переселилися до імперії Османа після Кавказької війни.

### Освіта
У 1980-х роках закінчив університет Улудаг у місті Бурса на північному заході Анталії. Особистими зусиллями вивчив чеченську мову.
Під час Першої та Другої російсько-чеченських воєн надавав підтримку біженцям та бойовикам із Чечні.

### Ранні роки та походження
22 травня 2013 року двоє озброєних людей у масках увірвалися до офісу, в якому перебував Медет Онлу, і вистрілили в нього кілька разів із пістолета з глушником. Від отриманих поранень він помер дома. У цій справі турецьким судом було засуджено до тривалого ув'язнення кілька десятків людей.

### Політична діяльність
В 1991 став активнним сторонником руху за незалежність Чеченської Республіки.
Представляв в Туреччині інтереси Джохара Дудаєва, Зелімхана Яндарбієва, Аслана Масхадова та Абдула-Халіма Садулаєва. 

## Родина
Одружений на Лейлі Онлу, мав трьох дітей.

## Нагороди
Нагороджений урядом Чеченської республіки в 16 вересня 2010 року орденом Честь Нації.